# Contea di Sutton
La contea di Sutton in inglese Sutton County è una contea dello Stato del Texas, negli Stati Uniti. La popolazione al censimento del 2010 era di 4 128 abitanti. Il capoluogo di contea è Sonora. La contea è stata creata nel 1887 ed organizzata nel 1890. Il suo nome deriva da John S. Sutton, un ufficiale dell'esercito confederato.

## Geografia
| Anno | Popolazione | ±%     |
| ---- | ----------- | ------ |
| 1890 | 658         | Note:  |
| 1900 | 1,727       | 162.5% |
| 1910 | 1,569       | −9.1%  |
| 1920 | 1,598       | 1.8%   |
| 1930 | 2,807       | 75.7%  |
| 1940 | 3,977       | 41.7%  |
| 1950 | 3,746       | −5.8%  |
| 1960 | 3,738       | −0.2%  |
| 1970 | 3,175       | −15.1% |
| 1980 | 5,130       | 61.6%  |
| 1990 | 4,135       | −19.4% |
| 2000 | 4,077       | −1.4%  |
| 2010 | 4,128       | 1.3%   |

Secondo l'Ufficio del censimento degli Stati Uniti d'America la contea ha un'area totale di 1454 miglia quadrate (3770 km²), di cui 1453 miglia quadrate (3768 km²) sono terra, mentre 0,5 miglia quadrate (1,3 km², corrispondenti al del territorio) sono costituiti dall'acqua.

### Strade principali
- Interstate 10
- U.S. Highway 277

### Contee adiacenti
- Schleicher County (nord)
- Kimble County (est)
- Edwards County (sud)
- Val Verde County (sud-ovest)
- Crockett County (ovest)
- Menard County (nord-est)

## Istruzione
Nella contea si trova la Sonora Independent School District, situata nel capoluogo, a Sonora.